# استپان مالخاسیانتس
استپان مالخاسیانتس (ارمنی: Ստեփան Սարգսի Մալխասյանց؛ ۷ نوامبر ۱۸۵۷ – ۲۱ ژوئیهٔ ۱۹۴۷) یک دانشمند در زمینه لغت‌شناسی اهل ارمنستان بود.

## جوایز و افتخارات
وی برنده جوایزی همچون جایزه استالین (۱۹۴۶) و نشان لنین شده است.